# Unione di Horodło

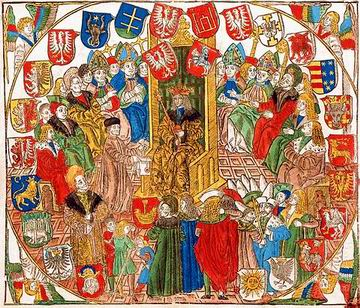
Stemma

Il Patto di Horodlo o Unione di Horodło fu un insieme di leggi promulgate nella città di Horodło il 2 ottobre 1413. Ammendò le precedenti unioni di Krewo e di Vilnius e Radom da un'ulteriore unificazione dello stato polacco-lituano.
Secondo l'atto di unione, il Granducato di Lituania doveva mantenere un granduca e un Parlamento separati da quelli della Polonia. Allo stesso tempo, entrambi i Parlamenti polacco e lituano dovevano discutere insieme degli argomenti più importanti. In Lituania furono anche introdotte le istituzioni del castellano e del voivoda, e furono garantiti alla nobiltà lituana e rutena uguali diritti della szlachta in Polonia. Questo portò all'incorporazione di un gran numero di famiglie lituane e rutene dalla nobiltà polacca, e all'introduzione di uno stemma in Lituania.